# Pharsalia lentiginosa
Pharsalia lentiginosa là một loài bọ cánh cứng trong họ Cerambycidae.